# Румяна
Румяна е женско име, използвано в България. Производно е на мъжкото име Румен.

## Произход
Името произлиза от славянското име румен – червеникав, засмян. Сродно е с тракийското Румисукис и Румано. Сродни имена са Рума, Румена и Руменка.

## Разпространение
Едно от най-предпочитаните женски имена за новородени в София през 1979 г. е Румяна. Към 2009 г. името е сред 20-те най-разпространени женски имена в България. 25 627 българки се казват Румяна.